# Sopockie Towarzystwo Naukowe
Sopockie Towarzystwo Naukowe (STN) – polskie towarzystwo naukowe z siedzibą w Sopocie. Celem STN jest zapoczątkowywanie, organizowanie i popieranie badań naukowych bez względu na dziedzinę, upowszechnianie wyników badań naukowych i wiedzy, przedstawianie władzom potrzeb i inicjatyw naukowych, rozwijanie życia naukowego regionu, działanie na rzecz wiązania nauki z potrzebami gospodarczymi i społecznymi. Obecnie składa się z trzech sekcji: Nauk Humanistycznych i Społecznych, Nauk Przyrodniczych i Nauk Ścisłych.

## Prezesi STN
- Jan Marcin Węsławski (2007–2009)
- Tymon Zieliński (od 2009)

## Honorowi Prezesi STN
- Czesław Druet (od 2007)